# Vietnamesische Badmintonmeisterschaft 2019
Die Vietnamesische Badmintonmeisterschaft 2019 fand vom 4. bis zum 9. August 2019 in Đồng Nai statt. Nguyễn Thùy Linh gewann im Finale des Dameneinzels mit einem knappen 2:1-Sieg gegen Vũ Thị Trang.

## Titelträger
| Disziplin    | Sieger                              |
| ------------ | ----------------------------------- |
| Herreneinzel | Nguyễn Tiến Minh                    |
| Dameneinzel  | Nguyễn Thùy Linh                    |
| Herrendoppel | Đỗ Tuấn Đức Phạm Hồng Nam           |
| Damendoppel  | Phạm Thị Khánh Đinh Thị Phương Hồng |
| Mixed        | Đỗ Tuấn Đức Phạm Như Thảo           |